# Det blir aldrig som man tänkt sig
Det blir aldrig som man tänkt sig är en svensk komedifilm från 2000 i regi av Måns Herngren och Hannes Holm.

## Handling
En film om de tre systrarna Gina, Tina och Sophia med makar och föräldrar. Sophia kämpar för att bli skådespelerska men planerna verkar gå om intet när hon blir gravid. Men när barnet är fött och hon har accepterat sitt nya liv blir hon erbjuden huvudrollen i TV-serien Tjackhoran. Gina jobbar på tidningen Vi föräldrar men har ändå inte blivit med barn trots sju års försök. Tina har två barn med en man som sitter i fängelse.

## Rollista
| Josefin Nilsson  | – Sophia                |
| Jacob Ericksson  | – Fredde                |
| Marie Richardson | – Gina                  |
| Cecilia Frode    | – Tina                  |
| Peter Dalle      | – Roffe, Ginas make     |
| Gösta Ekman      | – Tage                  |
| Peter Wahlbeck   | – Pulver, Tinas pojkvän |
| Bibi Andersson   | – Solveig               |
| Calle Kugelberg  | – Eddie                 |
| Wille Kugelberg  | – Pixie                 |
| Lennart Jähkel   | – TV-regissör           |
| Ana Barata       | – TV-hallåa             |